# Ylitornio (stacja kolejowa)
Ylitornio (fiń. Ylitornion rautatieasema) – stacja kolejowa w Ylitornio, w regionie Laponia, w Finlandii. Znajduje się na Kolarin rata, 62 km na północ od Tornio. Stacja obsługuje jedynie ruch pasażerski. Dworzec Ylitornio został otwarty dla ruchu w 1927 roku.
Oryginalny budynek dworca Ylitornio pochodzący z 1927 roku był prawdopodobnie zaprojektowany przez Hellströma Thure, jak również inne dworce w Tornio i Kaulinrannan. Pierwotny budynek dworca został rozebrany.